# Релігія в Шрі-Ланці

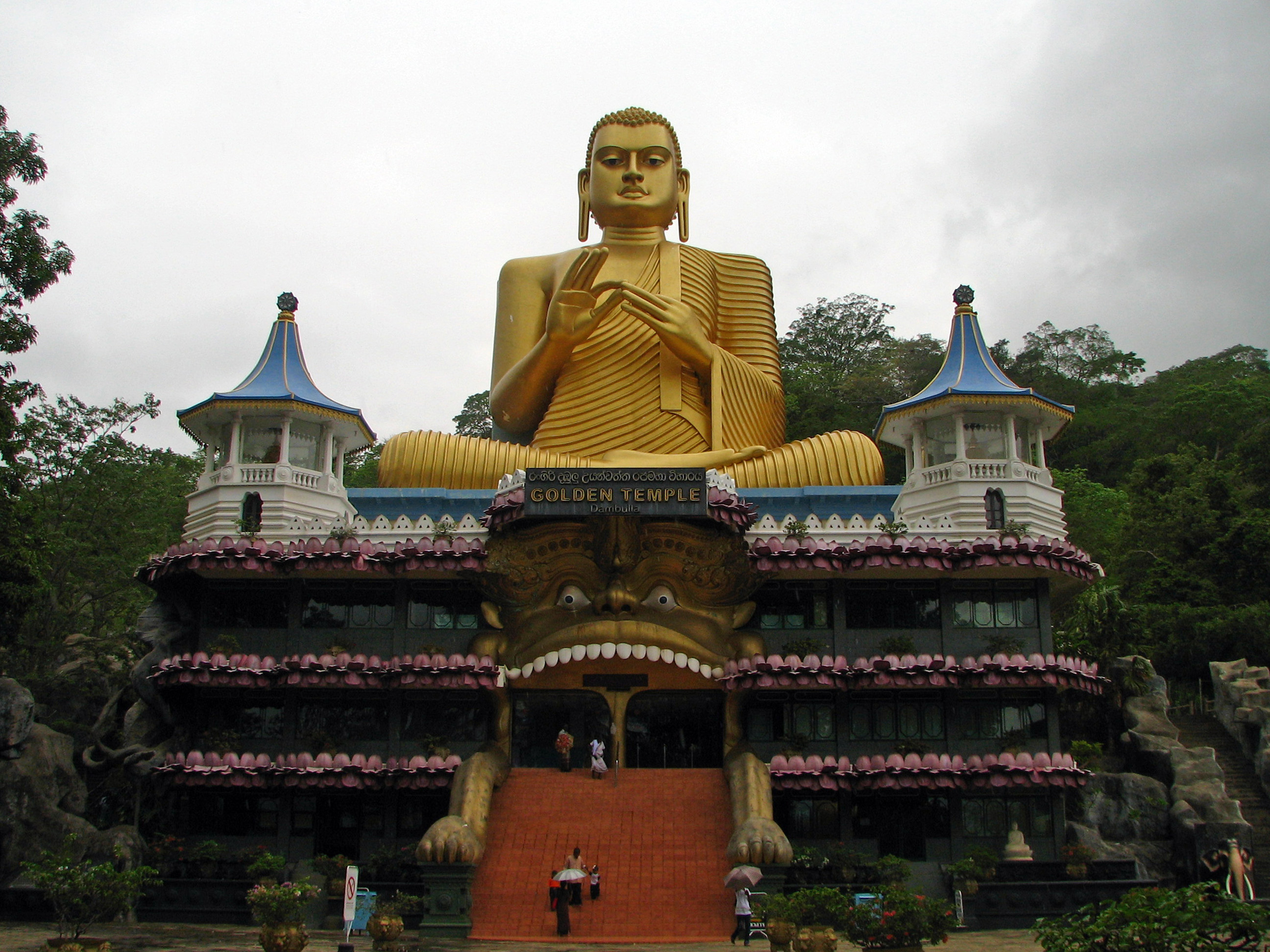
Будда на вершині туристичного храму в Бадуллі.

Величезний вплив на розвиток релігії Шрі-Ланки зробила Індія. З цієї країни на острів прийшов буддизм, що став основною релігією держави. У Шрі –Ланці — буддизм сприймається як високорозвинена індійська культура, спроможна задовольнити всі верстви населення. Але при цьому на досить невеликій за площею території він уживається з індуїзмом, мусульманством та християнством — значними релігійними меншинами.
Конституція Шрі-Ланки гарантує свободу віросповідання, але віддає домінуючу позицію буддизму, який «займає первісну позицію».

## Буддизм

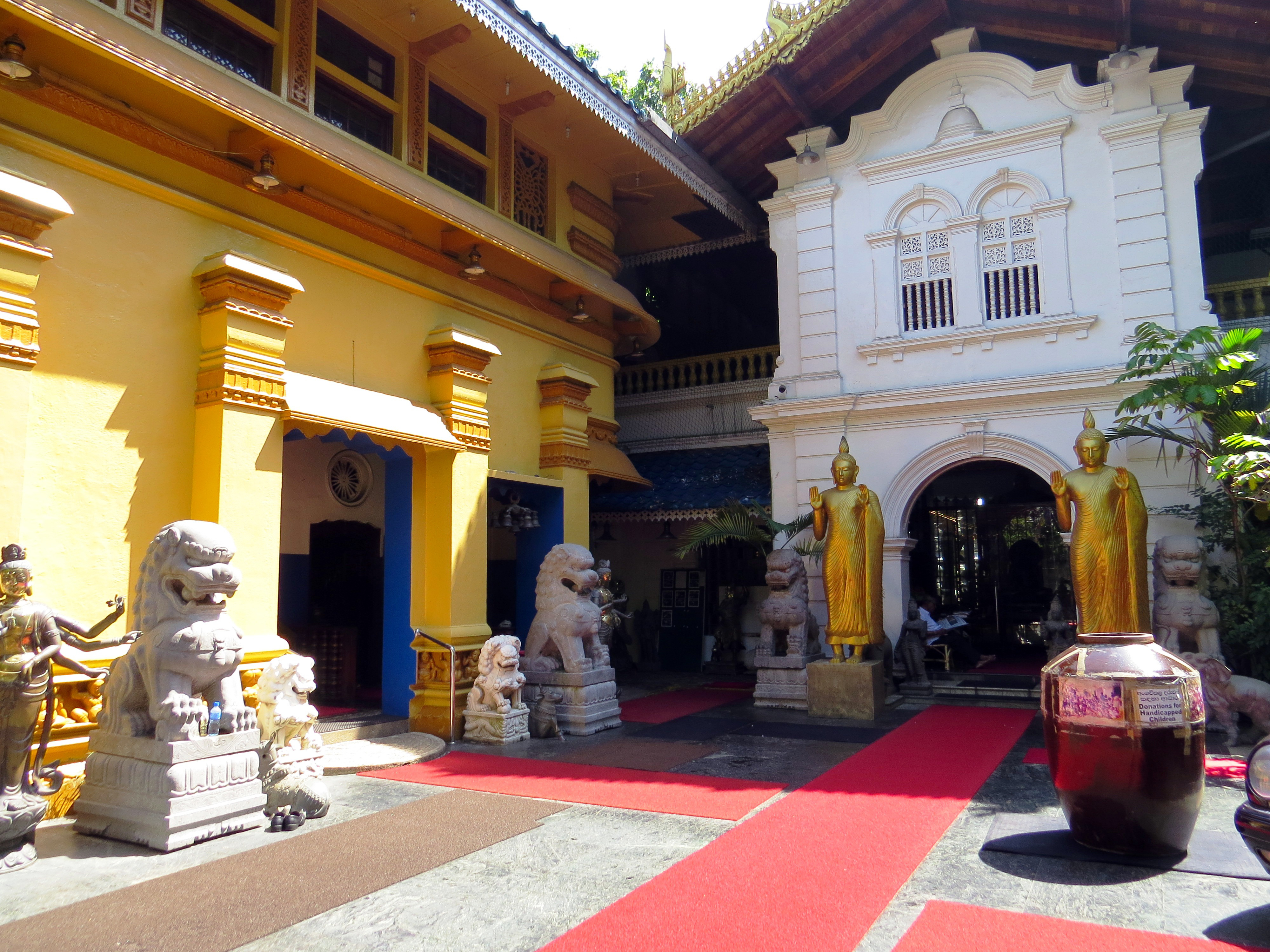
Храм Гангарама (буддистський храм Гангарамая (Віхара))

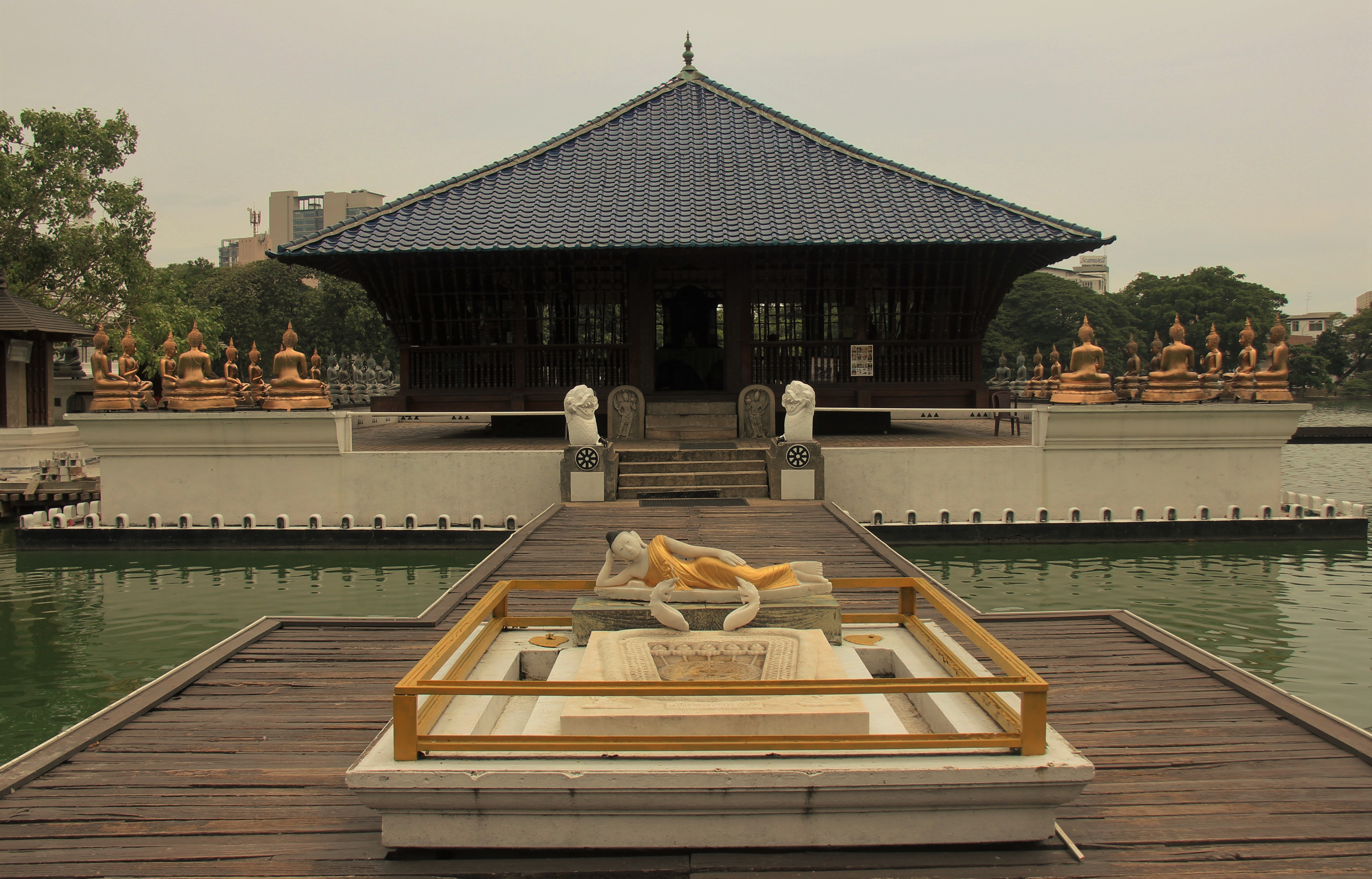
Храм Сейма Малака в Коломбо, Шрі — Ланка

У Шрі-Ланці буддизм поширений у формі тхеравади. Найдавнішою вважають школу тхеравади –"вчення старійшини". За вченням тхеравадів, принц Гаутама народився як людина, але жив і помер як Будда. Він послідовно удосконалював свою карму благочестивими справами протягом 550 перероджень, унаслідок чого досяг найвищого просвітлення. Прихильники цього напряму живуть чернечим товариством — сангхою, яка залежить від мирян матеріально, але є незалежною від них в вченні і духовній практиці.
У республіці діють три головні буддистські школи: сіам — нікайя, ампарапура — нікайя та раманна — нікайя. Буддистами у державі є більшість сингалів — найбільшого народу країни, який проживає по всій території острова. У м. Коломбо діють Всецейлонський Буддистський конгрес та регіональний центр Світової Федерації Буддистів. Приблизно 53 тис. бхікку (ченців) у своєму розпорядженні мають близько 6 тис. храмів та монастирів.
Значним релігійним буддистським центром є м. Канді, саме там знаходиться відомий храм Далада — Малігава, або Священого Зуба Будди (18 — початок 19 ст.), що приваблює багато паломників. Саме у ньому зберігається найважливіша реліквія — зуб Будди. Згідно з легендою, його привезли на Цейлон в 4 столітті, де спеціально для зберігання святині побудували храм. Реліквії приписують цілющі властивості і чарівну силу, а факт її існування є гарантією того, що буддизм збережеться на острові у якості головної релігії.
Зазвичай буддисти країни відвідують храми чотири рази на місяць, згідно з фазами Місяця. Оскільки Будда не заперечував поклоніння Богам, таміли та сингали Шрі — Ланки вшановують богів індуїстського пантеону і махаяни (Сканду, Катарагаму, Натху тощо) разом. Тому центр паломництва — м. Канді притягує як буддистів, так і індуїстів своїми численними храмами: Маха Вішну Девала, Натха Девала, Паттні Девала (присвячений богині цнотливості Паттні), Хіндагала, Гендарака Віхара, Амбекке Девала (зведений на честь бога війни Скапнді). Для Шрі –Ланки характерний стиль буддистських культових споруд — дагоби (ступи).
Стародавня столиця держави Анурадхапура є одним з важливіших місць паломництва буддистів. В ній велика кількість храмів, ступ, дагоб, серед яких виділяється Джетаванарама Дагоба — найвеличніша споруда на землі такого типу. Її висота -122 м, діаметр — 1133 м; за розміром вона поступається лише двом єгипетським пірамідам. В Анарадхапурі зберігаються великі за розміром дагоби — Тупарама (3 ст. до н. е.), Руванвелісея (2 ст. до н.е), Абхаягіритхупа (1 ст. до н.е.) а також дерево Бодгі.
Найвизначнішою святинею хіяністів (хінаяна — перший напрям буддизму, який тісно повязанний з раннім буддизмом; він визнає Будду людиною, яка знайшла шлях до особистого спасіння, тобто прийняття чернецтва.) вважається печерний храм Алувіхара, неподалік від селища Матале. Саме в ньому 2000 років тому на пальмовому листку був уперше записаний священний текст Трипітаки.

## Християнство

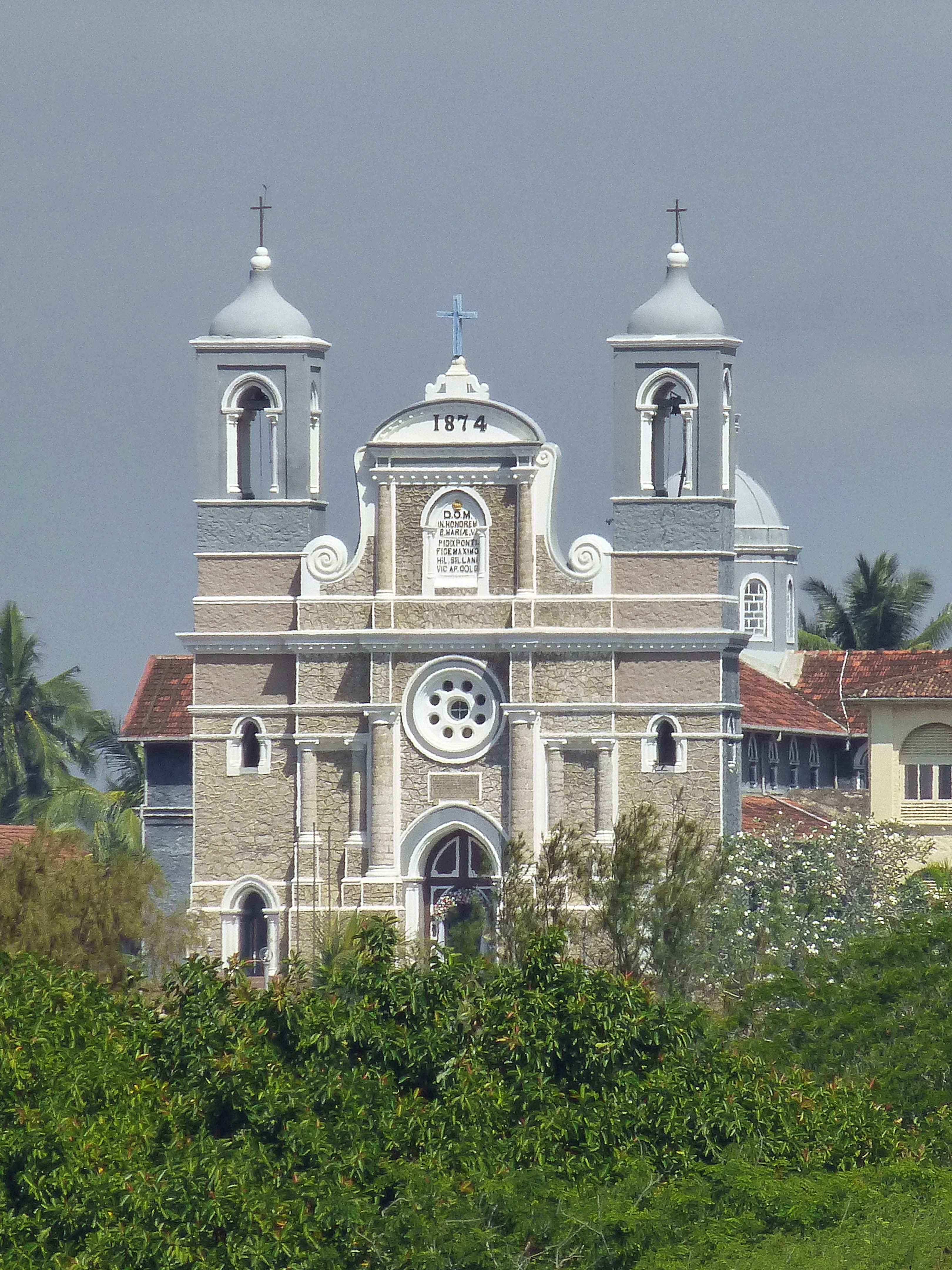
Собор Святої Марії в Галле (Шрі-Ланка)

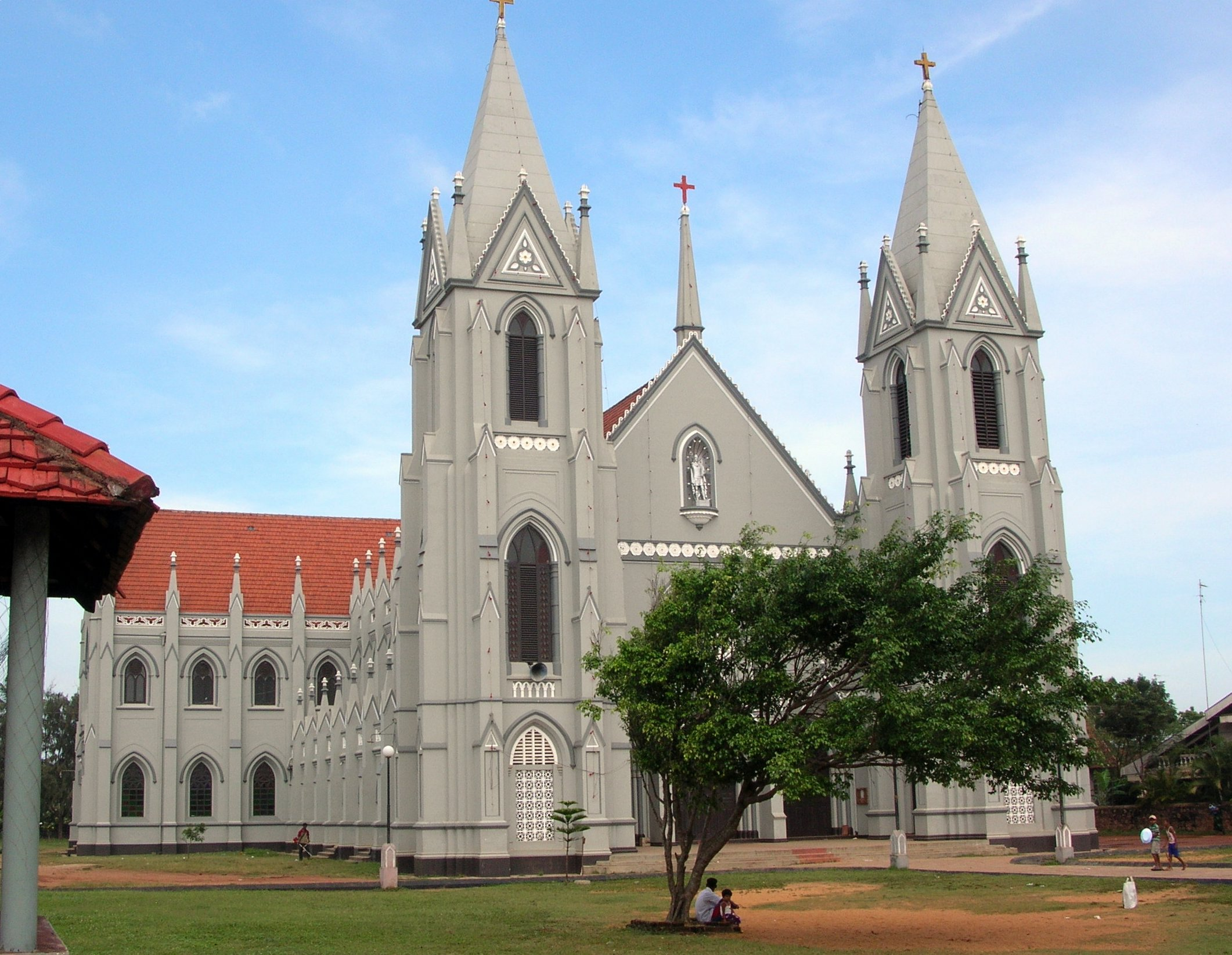
Церква св. Себастьяна в Негомбо, Шрі-Ланка

Християнства дотримуються нащадки від змішаних шлюбів між португальськими й голландськими переселенцями та місцевими жінками, а також невелика частка тамілів і сингалів.
Статистичні дані на 2010 рік:
Сумарна кількість населення Шрі — Ланки 20,860,000;
Християнське населення 1,570,000;
Католицьке населення 1,380,000;
Протестантське населення 180,000;
Православне населення <1,000;
Інше християнське населення < 10,000.
Парафії Римської Католицької Церкви об'єднані в архідіоцезію з центром у Коломбо і 9 діоцезій.
Англікани утворюють найбільшу групу серед протестантів. Парафії англікан об'єднані в єпархію Джаффна Церкви Південної Індії. На решті території острова діє автономна Церква Цейлону. Громади якої об'єднанні у дві єпархії на чолі з єпископом Коломбо. Серед інших протестантських організацій є Методистська Церква (найвпливовіша), Голландська Реформатська Церква, Баптиська Сангамайя Шрі –Ланки та інші протестантські деномінації .

## Співвідношення вірян в Шрі— Ланці

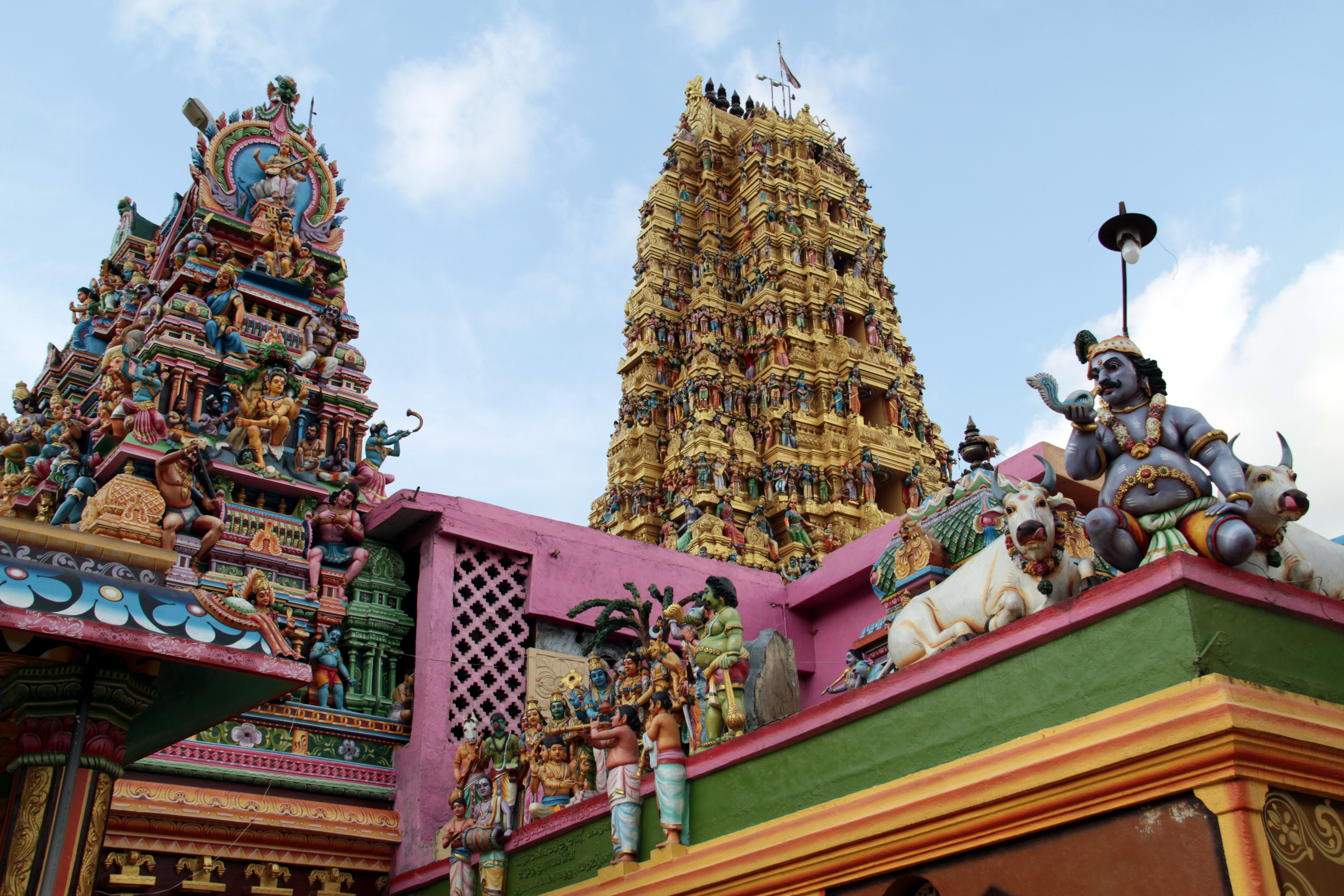
Індуський храм в Східній Шрі — Ланке

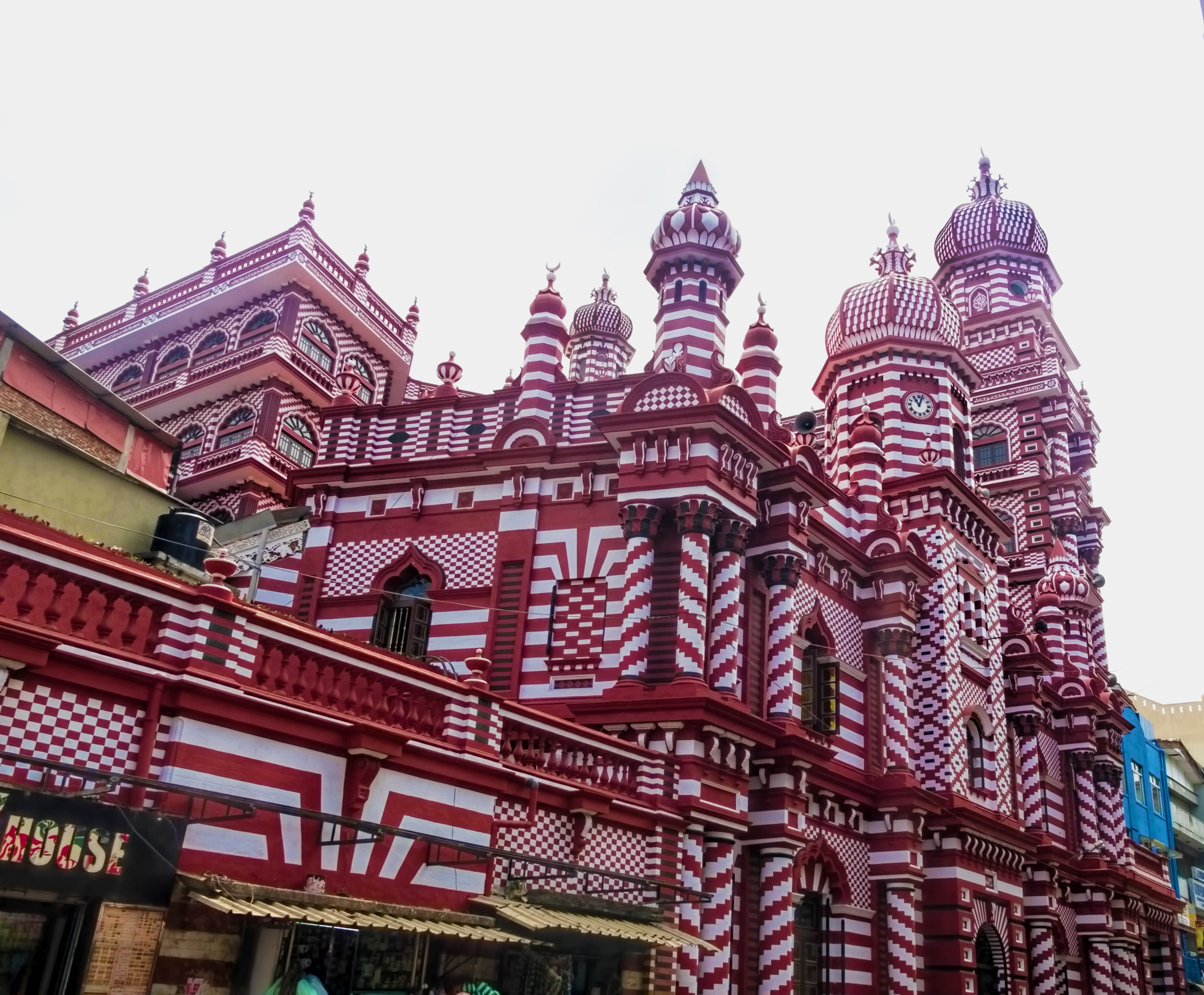
Мечеть Джамі-Уль-Альфар

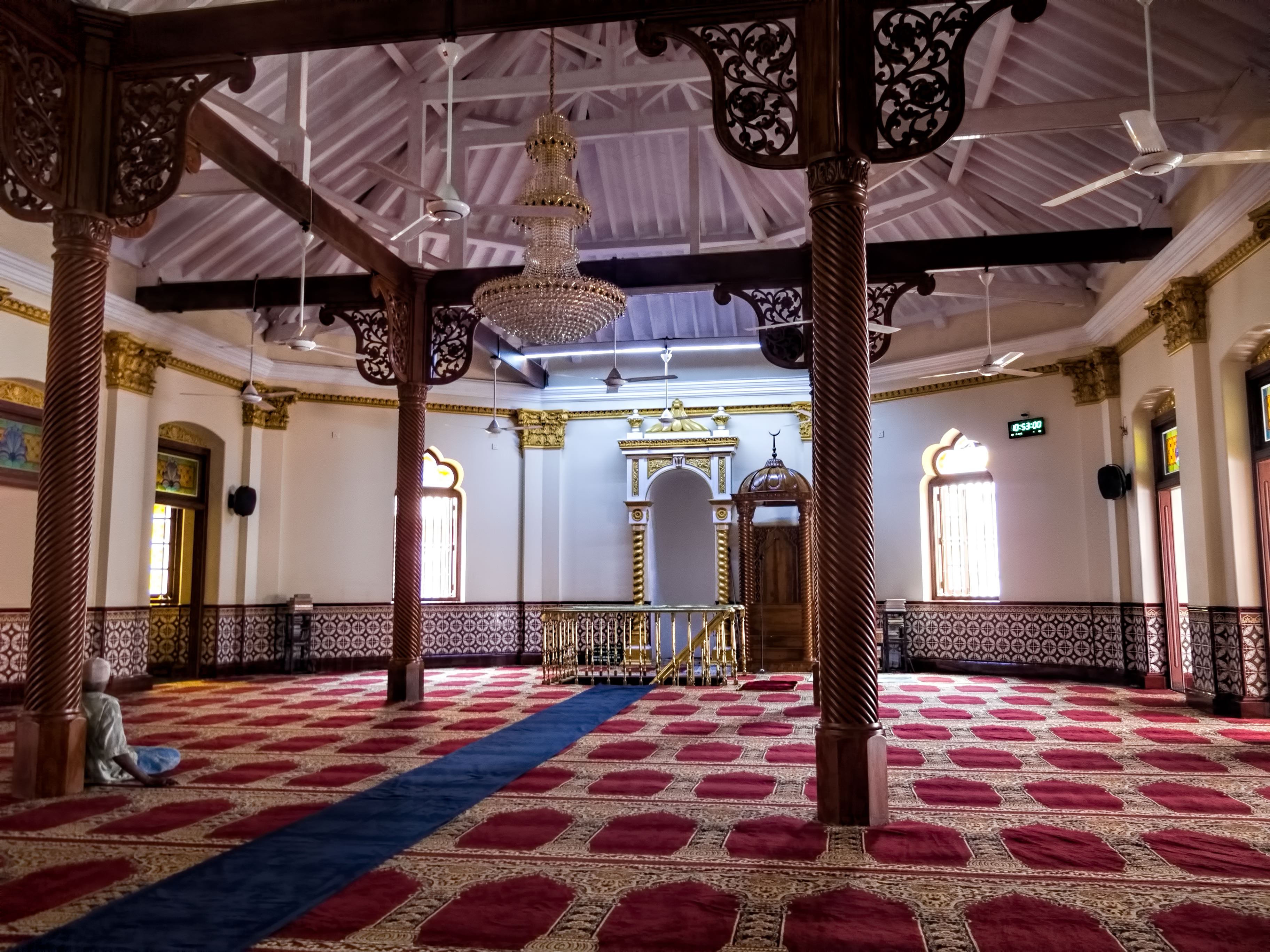
Нагорі молитовна кімната мечетей Джамі-Уль-Альфар, яка датується 1909 р. (Але з тих пір зазнала доповнень і оновлень). Близько 10 % населення — мусульмани (переважно суніти).

Релігійна композиція Шрі — Ланки за даними Світової демографічної статистики ООН в 2010 році:
Мусульманське населення — 2,040,000;
Населення індусів — 2830000;
Буддійське населення 14450000;
Народні релігії <10000;
Інші релігії <10000;
Єврейське населення <10000.

### Індуїзм
У Шрі — Ланці індуїзм у формі шиваїзму сповідують 15,2 % населення. Ця релігія поширена серед більшої частини національної меншини країни — тамілів.

### Іслам
Іслам сповідують маври — ларакалла (нащадки арабів та індійсько — мусульманських торговців), афнанці, малайці, які живуть на узбережжях Шрі — Ланки.

### Бахаїзм
Ведди — найдавніше населення Шрі — Ланки дотримуються традиційних вірувань. У країні діє Духовна Асамблея з центром у м. Коломбо.